# Marek Španěl
Marek Španěl (* 27. února 1973) je český miliardář, zakladatel, CEO a spoluvlastník českého videoherního studia Bohemia Interactive, jehož specializací jsou bojové simulace a které založil spolu s bratrem Ondřejem Španělem v roce 1999. V roce 2021 část svého podílu ve firmě prodal čínské společnosti Tencent, přesto si stále nepřímo ponechal ve vlastnictví 30% podíl ve firmě.
V roce 2021 se stal majoritním vlastníkem vydavatelství Echo Media, vydávajícího mj. týdeník a zpravodajský server Echo24. V roce 2023 se stal majitelem internetového portálu Parlamentní listy.
V roce 2022 daroval 750 tis. Kč politické straně Svobodní, stal se také jedním z největších dárců Aliance pro rodinu.